# Balantiopteryx infusca
Balantiopteryx infusca là một loài động vật có vú trong họ Dơi bao, bộ Dơi. Loài này được Thomas mô tả năm 1897.

## Hình ảnh

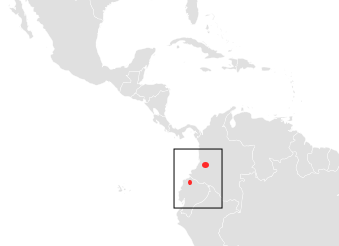